# Columba rupestris
Pombo-das-colinas ou pombo-rupestre (Columba rupestris) é uma espécie de ave da família Columbidae.
Pode ser encontrada nos seguintes países: China, Índia, Cazaquistão, Coreia do Norte, Coreia do Sul, Mongólia, Nepal, Paquistão, Rússia, Tadjiquistão e Turquemenistão.